# À l'épreuve des balles (film, 1988)
Pour les articles homonymes, voir À l'épreuve des balles et Bulletproof.
À l'épreuve des balles (titre original : Bulletproof) est un film d'action américain réalisé par Steve Carver, sorti en 1988.

## Synopsis
Frank McBain, un flic dur et efficace, est engagé par le gouvernement des États-Unis pour récupérer un char de combat ultramoderne volé  par un groupe de terrorisme. Frank McBain, agent des forces spéciales et vrai dur à cuire, a pour dernière mission de récupérer une machine de guerre militaire top secrète nommée coup de tonnerre. Ce super tank de 28 tonnes indestructible a été dérobé par un groupe de terroristes. McBain devient l'ultime recours pour récupérer l'engin, libérer les otages et détruire la base terroriste...

## Fiche technique
- Titre français : À l'épreuve des balles
- Titre original : Bulletproof
- Titre alternatif : L'Ultime recours (DVD)
- Réalisation : Steve Carver
- Scénario : T.L. Lankford (histoire), Fred Olen Ray (histoire) et B.J. Goldman
- Photographie : Francis Grumman
- Montage : Jeff Freeman
- Musique : Thomas Chase, Steve Rucker
- Direction artistique : Monette Goldman, Gary Tolby
- Costumes : Fred Long
- Producteur : Paul Hertzberg, Neil Lundell, Fred Olen Ray
- Société de production : Bulletproof Productions
- Pays d'origine :  États-Unis
- Langue : Anglais
- Format : Couleur - Son : Ultra Stereo
- Genre : Film dramatique, Film d'action
- Durée : 93 minutes
- Dates de sortie : 1988

## Distribution
- Gary Busey (V. F. : José Luccioni) : le capitaine Frank McBain
- Darlanne Fluegel (V. F. : Clara Borras) : le capitaine Devon Shepard
- Henry Silva (V. F. : Daniel Beretta) : le colonel Kartiff
- Thalmus Rasulala : Billy Dunbar
- L.Q. Jones : le sergent O'Rourke
- René Enríquez (V. F. : Albert Augier) : le général Brogado
- Mills Watson : Colby
- James Andronica : agent Tarpley
- R. G. Armstrong : Miles Blackburn
- Bill Smith : Major russe
- Luke Askew : le général Gallo
- Lincoln Kilpatrick : le capitaine Briggs
- Lydie Denier : Tracy
- Ramón Franco : Camilo
- Juan Fernández (en) : Pantaro
- Danny Trejo : Sharkey

Source et légende : Version française (V. F.) sur Doublagissimo